# Chiesa di San Lamberto
La chiesa di San Lamberto, localmente nota come Immerather Dom, era una chiesa in stile neoromanico situata a Immerath, una frazione di Erkelenz (Renania Settentrionale-Vestfalia). Risalente, nella sua ultima struttura, alla fine del XIX secolo, è stata abbattuta a gennaio 2018, seguendo il destino del resto della cittadina, per far posto ad una miniera di lignite.

## Storia

### Strutture precedenti

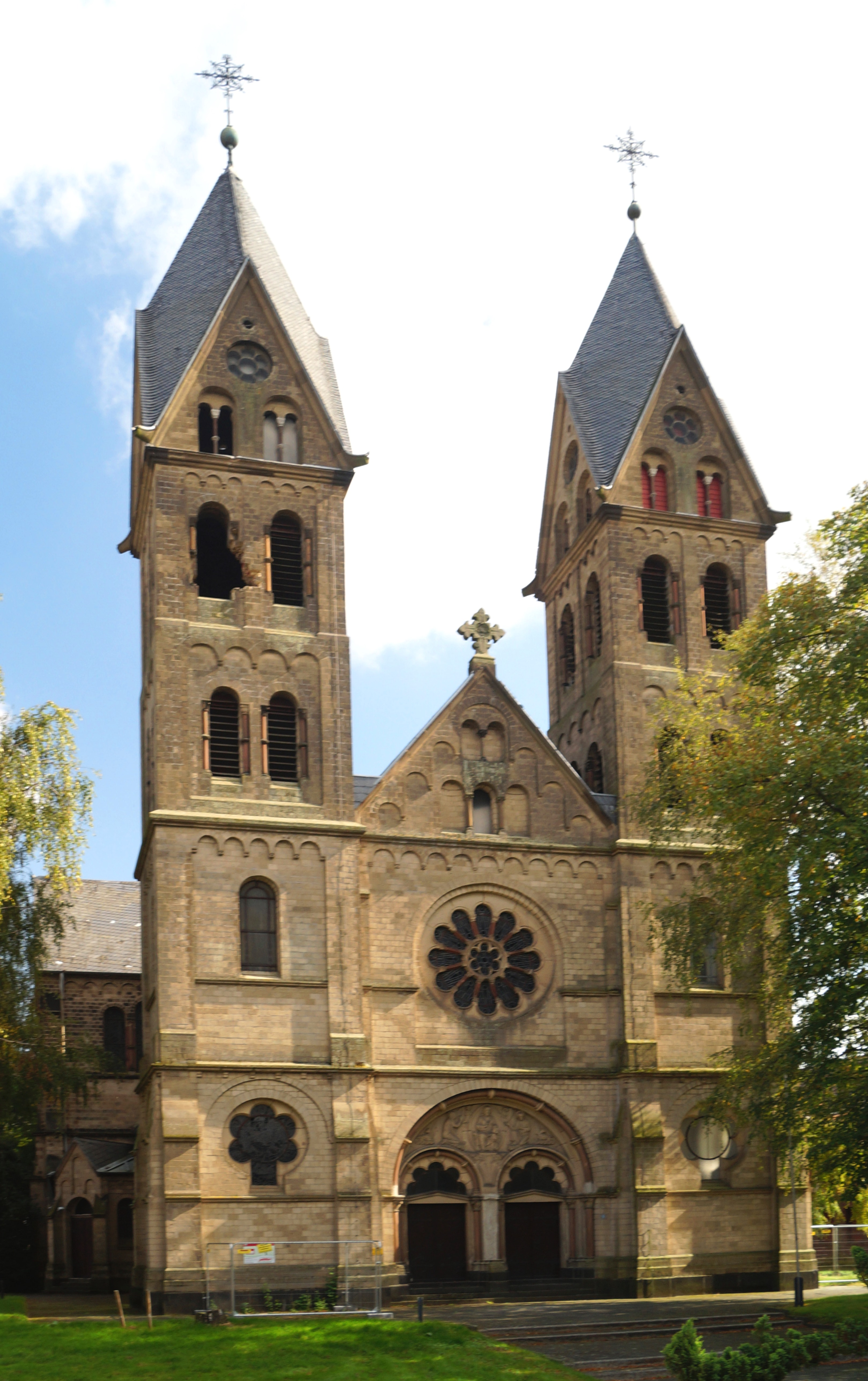
La facciata della chiesa nel 2014

Una chiesa sul luogo, sempre dedicata a san Lamberto, esisteva già nel XII secolo, in quanto è citata nel Liber valoris (un registro ecclesiastico dell'arcidiocesi di Colonia); si trattava di un edificio romanico a navata unica, con un campanile sul lato occidentale. Intorno alla metà del XVI secolo la chiesa venne riedificata in stile gotico, aggiungendo due navate, un coro e una cappella nella navata settentrionale. Un nuovo campanile barocco venne costruito fra il 1767 e il 1770, nel quale vennero collocate le vecchie campane, risalenti al 1496 e al 1512.

### Costruzione
All'inizio del XIX secolo la chiesa risultava troppo piccola per le esigenze della parrocchia, tuttavia l'ampliamento venne posticipato più volte per discordanze interne alla comunità e altri ostacoli, pur proseguendo con altre opere minori (come l'acquisto di nuovi altari e di un organo). A partire dal 1886 vennero presentati tre progetti per una nuova chiesa, tutti scartati dalla comunità parrocchiale, fino al 12 gennaio 1887, quando venne accettato, con solo lievi modifiche, quello del giovane coloniese Erasmus Schüller. La vecchia chiesa venne demolita nell'aprile del 1888, e la costruzione di quella nuova prese avvio il 2 settembre successivo. Schüller morì nel 1890 a soli 29 anni, quindi la costruzione venne supervisionata e completata dall'architetto coloniese Roß; il 9 luglio 1891 la nuova chiesa venne consacrata dall'arcivescovo di Colonia Anton Fischer. Durante la seconda guerra mondiale, la chiesa venne gravemente danneggiata dal fuoco d'artiglieria nel febbraio 1945; le riparazioni cominciarono l'anno seguente e terminarono nel 1949; nel 1947 giunsero da Amburgo anche le campane, prelevate all'inizio del conflitto. Il 14 maggio 1985 la chiesa venne inserita nella lista dei monumenti della città di Erkelenz, per il suo particolare valore architettonico e come simbolo dell'impegno dei cittadini di Immerath.

### Abbattimento

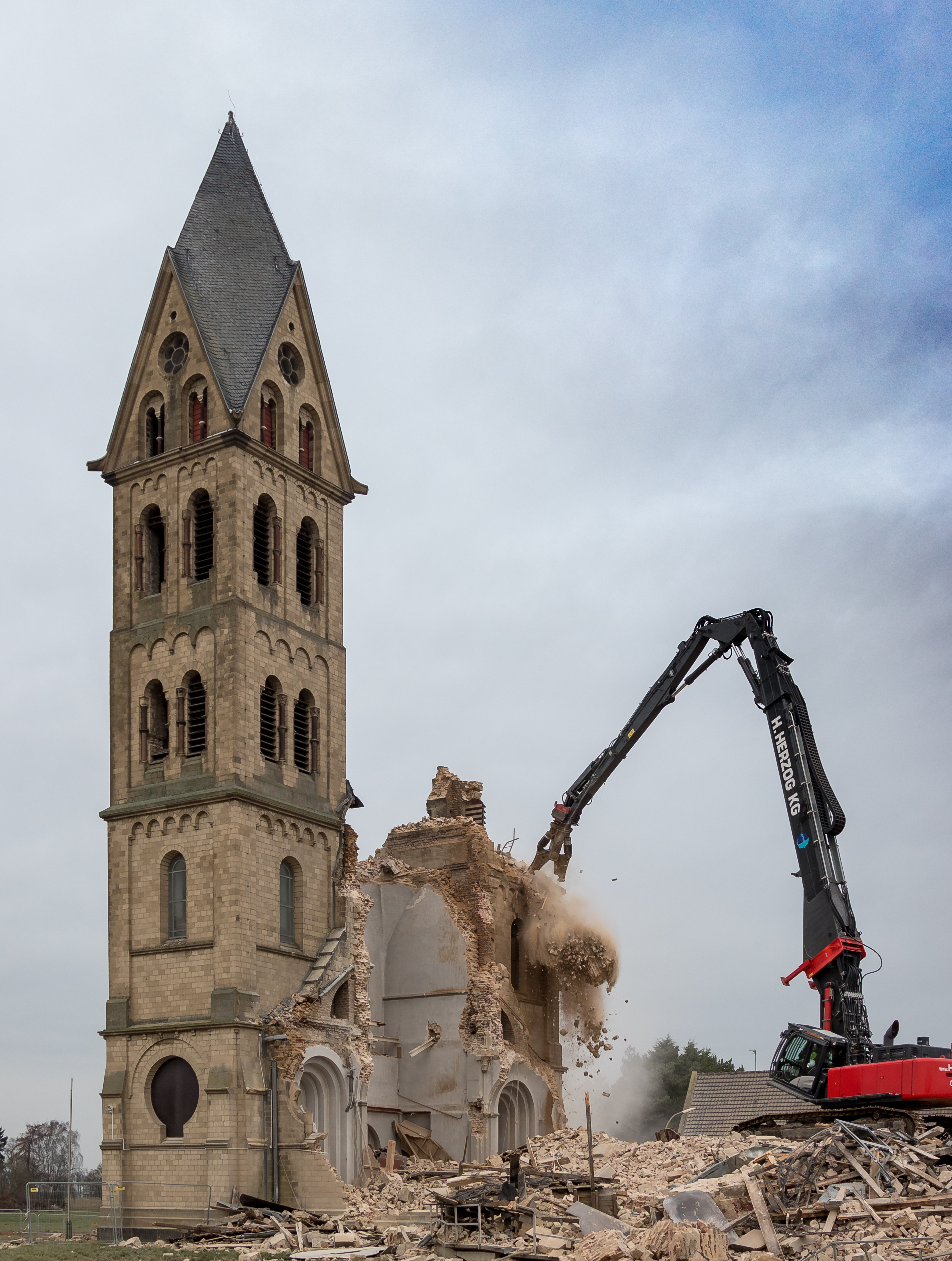
Le fasi finali dell'abbattimento della chiesa

La cittadina di Immerath si trovava sul percorso previsto per l'estensione della miniera di Garzweiler, un sito di estrazione di lignite operato dalla società tedesca RWE; già nei primi anni 2010 la società ha demolito e ricostruito gran parte degli edifici di Immerath su un nuovo sito, incluso il cimitero (esumando e trasferendo i corpi già sepolti).
Dato il notevole calo di fedeli, sceso sotto ai sessanta, che aveva reso le spese di mantenimento dell'edificio troppo gravose, i parrocchiani hanno accettato l'offerta della società di demolire la vecchia chiesa ed edificarne una nuova, più piccola, nel nuovo sito della cittadina, Immerath-Neu; gran parte degli arredi interni della chiesa sono stati acquistati da privati o da altre parrocchie o congregazioni religiose. L'ultima messa ufficiale nella chiesa è stata celebrata il 13 ottobre 2013, e l'edificio è stato successivamente sconsacrato. Il piano di abbattimento, portato a compimento il 9 gennaio 2018, ha suscitato proteste da parte di attivisti di Greenpeace.

## Descrizione

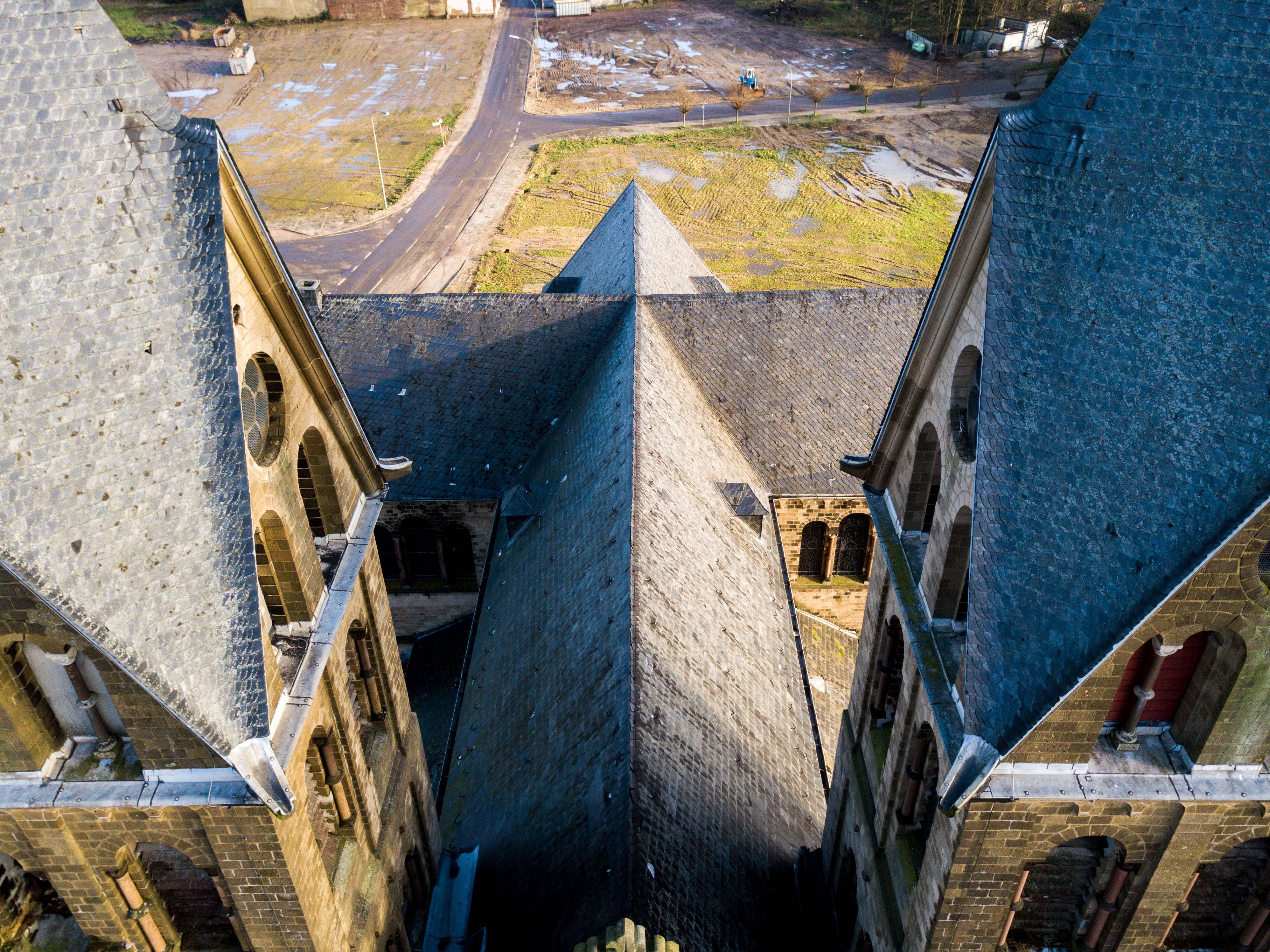
Foto aerea della chiesa, scattata con un drone nel dicembre 2017

La chiesa di San Lamberto era una basilica in stile neoromanico, costruita in mattoni ornati di tufo; presentava una facciata affiancata da due torri campanarie gemelle alte circa 40 metri (l'unica chiesa nel circondario di Heinsberg ad avere una struttura simile). Le torri contenevano due campane nuove, aggiunte nel 1955, e due antiche: la Lambertusglocke, del 1496, e la Marienglocke, del 1512.
Il portale principale era doppio, sovrastato da un bassorilievo raffigurante Cristo Pantocratore. All'interno, dopo il vestibolo, si estendevano tre navate separate da quattro coppie di pilastri, aventi una larghezza complessiva di sette metri e una lunghezza di circa quindici; sopra al vestibolo, accessibile da una scala a chiocciola nella torre torre occidentale, si trovava una galleria ospitante l'organo.
Le pareti e il soffitto erano intonacati in bianco e privi di decorazioni; il pavimento era stato realizzato su modello di quello della chiesa di San Giacomo di Aquisgrana, con piastrelle colorate disposte secondo motivi geometrici. Gli arredi della chiesa, in parte proveniente dalle strutture precedenti, erano piuttosto sfarzosi, in contrasto con l'austero stile romanico dell'edificio; degni di nota in particolare erano il gruppo scultoreo con il crocifisso sopra al coro e l'altare maggiore ricoperto d'oro e riccamente decorato.